# Maria Eugenia od Jezusa Milleret
Maria Eugenia od Jezusa Milleret, właśc. fr. Anne Eugénie Milleret (ur. 26 sierpnia 1817 w Metzu, zm. 10 marca 1898 w Paryżu) – francuska siostra zakonna, założycielka zgromadzenia apostolskiego Wniebowzięcia Najświętszej Maryi Panny (asumpcjonistek), święta Kościoła katolickiego.

## Życiorys
Anna Eugenia Milleret urodziła się 26 sierpnia 1817 r. w Metzu. Pochodziła z zamożnej rodziny. Ojciec był bankierem, liberałem i wolterianinem. Anna Eugenia, pomimo że została ochrzczona nie otrzymała religijnego wychowania, na co wpływ miały poglądy jej ojca. W 1830 r. pan Milleret zbankrutował, tracąc cały majątek. Była to jedna z przyczyn podjęcia decyzji o separacji rodziców Anny Eugenii. Dziewczyna zamieszkała wówczas z matką w Paryżu, która kilka lat później zmarła na cholerę, osieracając nastoletnią córkę.
W wieku 19 lat uczestniczyła w rekolekcjach w paryskiej katedrze Notre-Dame, głoszonych przez o. Lacordaile. Po latach to wydarzenie tak wspominała:

Rzeczywiście się nawróciłam i pojęłam, że pragnę poświęcić wszystkie siły czy raczej całą moją słabość temu Kościołowi, który jako jedyny zna sekret i moc dobra.

Kolejną osobą, która miała wpływ na jej życie duchowe był ks. Teodor Cambalot, którego poznała w 1837 r. Przekazał jej wiedzę dotyczącą życia zakonnego, a także zachęcił ją do głębszego poznania zakonów najpierw benedyktynek-sakramentek, a następnie wizytek. W 1839 r. wspólnie podjęli decyzję o założeniu zgromadzenia sióstr od Wniebowzięcia NMP, którego członkinie nazywa się asumpcjonistkami od fr. lassomptio oznaczającego wniebowzięcie. Zakon został zatwierdzony przez Stolicę Apostolską w 1888 r..
Maria Eugenia od Jezusa Milleret zmarła 10 marca 1898 r. w Paryżu.
Beatyfikowana w 1975 przez papieża Pawła VI, kanonizowana 3 czerwca 2007 przez Benedykta XVI.